# Joan Baptista de Queralt i Silva
Joan Baptista de Queralt i Silva   (Barcelona, 18 de març de 1786 - Madrid, 13 de març de 1865) va ser un noble català, comte de Santa Coloma i marquès de Besora.

## Biografia
Fou fill de María Luisa de Silva y Castejón i de Joan Baptista de Queralt i de Pinós, del qual va heretar-ne els títols i propietat en morir el 7 d’octubre de 1803. El 16 de maig de 1805 va casar-se amb María Pilar Bucarelli i Silva, una unió matrimonial que li va permetre endinsar-se en el cercle de poder madrilenys. Va casar-se en segons noces amb María Bernarda González de Castejón y Villalonga.
En començar la Guerra del Francès, formà part dels nobles que es posiciona a favor del monarca Josep Bonaparte. Durant el Trienni Liberal, va ser un dels nobles catalans que va acollir-se al decret de desvinculació de béns per un valor de 530.000 rals.
Va ser pròcer entre 1835 i 1836, senador per la província de Barcelona entre 1837 i 1838. Aquest any renúncia el càrrec en ser incompatible amb el seu nomenament com a majordom major de la reina Isabel II. Posteriorment, el 1845, és nomenat senador vitalici.
Va rebre múltiples títols nobiliaris, com ara l’acceptació a l’ordre dels cavallers de Santiago (21 de gener de 1746) i la Gran Creu de Carles III (25 de febrer de 1847).

## Venda del patrimoni de Catalunya
L'historiador Josep Maria Portella registra possessions de Joan Baptista de Queralt a les següents comarques: Alt Penedès (Castellet, Clariana, la Gornal, Montanyans, Sant Esteve de Castellet, Torrelletes), Anoia (Bellprat, Queralt), Baix Penedès (L’Arboç, Bellvei), Barcelonès (Barcelona, Gràcia, Sant Andreu de Palomar, Sant Martí de Provençals), Segarra (Bordell, Mont-roig, Santa Fe de Montfred), Tarragonès (Castellar de Gaià, Riera de Gaià, Torredembarra) i Urgell (Bellver d’Ossó). A més, mantenia possessions al comtat de Santa Coloma (Aguiló, Montargull, Pobla de Carivenys, Rauric, Les Roques d’Aguiló i Santa Coloma de Queralt).
Entre 1821 i 1849, va veure's obligat a vendre moltes propietats per satisfer deutes econòmics. El 1821, Felip d'Amat i de Cortada va comprar-li la casa Besora, a la plaça de Santa Anna (actualment avinguda del Portal de l'Àngel) de Barcelona, per 17.500 duros (350.000 rals). El 1842, va vendre la torre de Gràcia (també coneguda com a Cal Comte) a Josep Safont, i el 1846, el palau que tenia al carrer Ample de Barcelona a Joan Baptista Clavé per 690.000 rals.
En el període 1837-1843 va vendre's el gruix de les finques de terra que tenia a Catalunya. El gruix d’aquestes propietats va ser adquirit pel comerciant vigatà Josep Safont, que va convertir-se en propietari de 59 finques del comte de Santa Coloma. També li va vendre a Safont la gran majoria de drets de cobraments que posseïa a Santa Coloma de Queralt: entre altres per la carnisseria, vi, pa, peixateria, la taverna, el tancament de bestiari. També va cedir-li la jurisdicció civil i criminal, així com la facultat de nomenat batlle i elegir regidors i altres drets. El comte es va reservar la possessió del castell.
El 1842 i 1843, Joan Baptista de Queralt adquirí propietats i drets per 2.112.500 rals.

## Descendents
Amb María Pilar Bucarelli i Silva van tenir vuit fills:
- María del Rosario de Queralt Bucarelli (1806-1868)
- María del Pilar de Queralt Bucarelli (?- 1817)
- Joaquina de Queralt Bucarelli (Cadis, 1810 – Segovia, 1817)
- Joan Baptista de Queralt Bucarelli (Sevilla, 1814 – Biarritz, 1873)
- Lluís de Queralt Bucarelli (? – 1817)
- María de la Paz de Querat Bucarelli (Barcelona, 1824 – Madrid, 1850)
- María del Carmen de Queralt Bucarelli (? – 1836)
- María de los Dolores Queralt Bucarelli